# Бопиј (Жерс)
Бопи (фр. Beaupuy) насеље је и општина у јужној Француској у региону Миди Пирене, у департману Жерс која припада префектури Ош.
По подацима из 2011. године у општини је живело 200 становника, а густина насељености је износила 30,58 становника/km². Општина се простире на површини од 6,54 km². Налази се на средњој надморској висини од 186 метара (максималној 229 m, а минималној 156 m).

## Демографија
| 1962. | 1968. | 1975. | 1982. | 1990. | 1999. | 2011. |
| ----- | ----- | ----- | ----- | ----- | ----- | ----- |
| 89    | 101   | 91    | 76    | 79    | 104   | 200   |

График промене броја становника у току последњих година